# Cryphia solimana
Cryphia solimana är en fjärilsart som beskrevs av Max Wilhelm Karl Draudt 1936. Cryphia solimana ingår i släktet Cryphia och familjen nattflyn. Inga underarter finns listade i Catalogue of Life.